# Jhonatan Restrepo
Jhonatan Restrepo Valencia (Pácora, 28 novembre 1994) è un ciclista su strada e pistard colombiano che corre per il team Orgullo Paisa. È professionista dal 2016.

## Palmarès

### Strada
- 2015 (Coldeportes-Claro)

Campionati panamericani, Prova in linea Under-23 (con la Nazionale colombiana)
- 2019 (Manzana Postobón, una vittoria)

1ª tappa Vuelta al Valle del Cauca (Palmira > Palmira)
- 2020 (Androni Giocattoli-Sidermec, sei vittorie)

3ª tappa Vuelta al Táchira (Rubio > Rubio)
5ª tappa Vuelta al Táchira (San Juan de Colón > Borota)
3ª tappa Tour du Rwanda (Huye > Kamembe-Rusizi)
5ª tappa Tour du Rwanda (Rubavu > Musanze)
6ª tappa Tour du Rwanda (Musanze > Muhanga)
7ª tappa Tour du Rwanda (Kigali > Muro di Kigali, cronometro)
- 2021 (Androni Giocattoli-Sidermec, una vittoria)

7ª tappa Tour du Rwanda (Nyamirambo > Muro di Kigali, cronometro)
- 2022 (Drone Hopper-Androni Giocattoli, una vittoria)

3ª tappa Tour du Rwanda (Kigali > Rubavu)
- 2023 (GW Shimano-Sidermec, due vittorie)

1ª tappa Vuelta al Tolima
Giro della Città Metropolitana di Reggio Calabria
- 2024 (Team Polti Kometa, due vittorie)

6ª tappa Tour Colombia (Sopó > Bogotà)
3ª tappa Tour du Rwanda (Huye > Rusizi)

#### Altri successi
- 2017 (Katusha)

Classifica giovani Tour Down Under
- 2019 (Manzana Postobón)

Classifica scalatori Vuelta a Aragón
- 2021(Orgullo Paisa)

Classifica scalatori Boucles de la Mayenne
- 2025(Androni Giocattoli-Sidermec)

4ª tappa Volta Ciclística de Goiás (Caldas Novas > Rio Quente)

### Pista
- 2013

Campionati colombiani, Inseguimento individuale
Campionati colombiani, Inseguimento a squadre (con Arles Castro, Kevin Ríos e Weimar Roldán)
- 2014

Campionati colombiani, Inseguimento individuale
Campionati colombiani, Inseguimento a squadre (con Arles Castro, Kevin Ríos e Brayan Sánchez)
Campionati colombiani, Americana (con Kevin Ríos)
Campionati panamericani, Inseguimento a squadre (con Arles Castro, Juan Sebastián Molano e Brayan Sánchez)
- 2015

Giochi panamericani, Inseguimento a squadre (con Juan Esteban Arango, Arles Castro e Fernando Gaviria)
Campionati panamericani, Inseguimento a squadre (con Juan Esteban Arango, Arles Castro e Jordan Parra)
Campionati panamericani, Inseguimento individuale

## Piazzamenti

### Grandi Giri
- Giro d'Italia

2020: 103º
- Vuelta a España

2016: 128º
2018: 105º

### Classiche monumento
- Milano-Sanremo

2020: 126º
2022: 59º
- Giro di Lombardia

2017: ritirato
2018: ritirato

### Competizioni mondiali
- Campionati del mondo su strada

Richmond 2015 - Cronometro Under-23: 36º
Richmond 2015 - In linea Under-23: ritirato
Bergen 2017 - In linea Elite: ritirato

### Competizioni continentali
- Campionati panamericani su pista

Città del Messico 2013 - Inseguimento a squadre: 3º
Città del Messico 2013 - Inseguimento individuale: 2º
Aguascalientes 2014 - Inseguimento a squadre: vincitore
Aguascalientes 2014 - Inseguimento individuale: 7º
Aguascalientes 2014 - Americana: 2º
Santiago del Cile 2015 - Inseguimento a squadre: vincitore
Santiago del Cile 2015 - Inseguimento individuale: vincitore
Santiago del Cile 2015 - Corsa a punti: 4º
Santiago del Cile 2015 - Americana: 2º
- Campionati panamericani su strada

Leon 2015 - In linea Under-23: vincitore
Leon 2015 - Cronometro Under-23: 5°
- Giochi panamericani

Toronto 2015 - Inseguimento a squadre: vincitore